# چارلز ادموند نوجنت
چارلز ادموند نوجنت (انگلیسی: Charles Edmund Nugent; ۱۷۵۹ – ۷ ژانویه ۱۸۴۴) افسر نیروی دریایی پادشاهی بریتانیا بود. او به عنوان یک افسر جزء در نبرد جزیره سالیوان در طول جنگ انقلاب آمریکا در بریستول ۵۰ توپه حضور داشت. او کمی قبل از نبرد سن فرناندو د اوموا در اواخر جنگ، به مدت یک روز توسط اسپانیایی‌ها به عنوان اسیر جنگی نگهداری شد.
نوجنت در طول جنگ‌های انقلاب فرانسه در تیپ نیروی دریایی در تهاجمات مارتینیک، سنت لوسیا و گوادالوپ خدمت کرد و هنگامی که ویلیام کورنوالیس فرماندهی محاصره برست را بر عهده گرفت، نوجنت به عنوان کاپیتان ناوگان او در طول جنگ‌های ناپلئونی انتخاب شد. او هرگز فرماندهی هیچ ناوگان یا ایستگاه دریایی را بر عهده نگرفت، اما به بالاترین رتبه در نیروی دریایی رسید.